# La marinera
La marinera (títol original en gallec, A mariñeira) és una pel·lícula gallega del 2007 dirigida i coescrita per Antón Dobao a partir d'un guió de Xabier Cordal, basada en el conte "A mariñeira de Quilmas" de Darío Xohán Cabana. Es va estrenar a TVG el Dia de les Lletres Gallegues el 2008. S'ha doblat al català per TV3, que la va emetre el 21 de juny de 2008.

## Sinopsi
Drama històric que narra la valentia d'una dona gallega de Carnota durant la Guerra Civil. S'enfrontarà a l'opressió de l'època i a les injustícies socials i de gènere que la pateixen ella i les seves filles.

## Personatges
- Camila Bossa com a María
- Monti Castiñeiras com a Bailarete
- Antonio Durán "Morris" com a sacerdot
- María Vázquez com a Patrocinio
- Roger Casamajor com a Pandullo
- Lucía Regueiro com a Nerea
- Xoel Fernández com a Rubio
- Jordi Banacolocha com a Don Ricardo
- Xosé Barato com a Modesto
- Marc Cartes com a tinent
- Iria Abelleira Castro com a Rosa de 6 a 9 anys
- Begoña Pérez com a Rosa als 13 anys
- Antela Cid com a Rosa de 17 a 27 anys
- Lara Lago com a Federica amb 2-3 anys
- Rocío Casal com a Federica de 7 a 11 anys
- Mamen Casal com a Federica amb 21 anys
- Mariana Carballal com a Dona Angustias
- Olalla Escribano com a Pura
- Suso Lista com a Evaristo
- Mónica García com a dona de l'Evaristo
- Rubén Riós com a fotògraf
- Mónica Bar com a dona del Xira
- César Cambeiro com a ajudant naval
- Julio Abonjo com a Paisano

## Premis i nominacions

### Premis Mestre Mateo
| Any  | Categoria                        | Receptor                     | Resultat  |
| ---- | -------------------------------- | ---------------------------- | --------- |
| 2008 | Millor pel·lícula de televisió   | Anton Dobao                  | Guanyador |
| 2008 | Millor actriu                    | Camila Bossa                 | Nomenada  |
| 2008 | Millor direcció de producció     | Mamen Quintas                | Nomenada  |
| 2008 | Millor maquillatge i perruqueria | Marta Prats i Trini F. Silva | Nomenades |
| 2008 | Millor disseny de vestuari       | Ana López                    | Nomenada  |